# Arthur Văitoianu
Arthur Văitoianu (n. 14 aprilie 1864, Ismail, Principatele Unite Române – d. 17 iunie 1956, București, România) a fost general de armată, om politic român. A fost unul dintre generalii Armatei României din Primul Război Mondial.
După război a intrat în politică, fiind desemnat cel de-al 27-lea  prim-ministru al României în anul 1919 (12 septembrie - 4 decembrie), în cursul mandatului său având loc primele alegeri din România Mare. A mai ocupat diverse poziții ministeriale în guvernele Partidului Național Liberal (PNL). În timpul regimului autoritar instituit de regele Carol al II-lea a fost numit consilier regal.

## Biografie
Arthur Văitoianu s-a născut în Ismail (Basarabia), ca fiu al lui Teodor Weithoffer Văitoianu, de origine germană, și al Mariei Missir, de origine română. Neagu Djuvara a adus în discuție posibila origine evreiască a acestuia dinspre tată, ce fusese chemat în țară în perioada 1850–1860 la instalarea primelor servicii naționale de telegrafie și s-a convertit la ortodoxie. Informația a fost înaintată de Djuvara în condițiile în care fratele acestuia, doctorul Răzvan Djuvara, a fost căsătorit cu Suzi Gheorghiu, fiica lui Alice Văitoianu, la rândul ei fiind fiica generalului. Pentru Neagu Djuvara o probă destul de grăitoare a fost și faptul că două fiice ale lui Alice și Robert Gheorghiu s-au măritat cu evrei.
Între 1872 și 1882 a urmat școala elementară și liceul la Bârlad. A absolvit în 1884 Școala Militară din Adjud, cu grad de sublocotenent iar în 1886 Școala Specială de Artilerie și Geniu din București.
S-a căsătorit în anul 1890 cu Olga, născută Ciornei, cu care a avut patru fete, Silvia, Alisa, Olga și Maria și un băiat, Teodor.
A murit în anul 1956 și a fost înmormântat în Mausoleul de la Mărăști, alături de mareșalul Alexandru Averescu și generalii Alexandru Mărgineanu și Nicolae Arghirescu.

## Cariera militară
Primește gradele de sublocotenent - 01.07.1884, locotenent - 01.01.1887, căpitan - 10.05.1891, maior - 08.04.1897, locotenent-colonel - 10.05.1904, colonel - 28.11.1908, când a primit comanda Regimentului 10 Putna, 1913 primește comanda Brigăzii 11 Infanterie, general de brigadă - 01.04.1915. Pe timpul războiului a îndeplinit funcții de comandant de divizie, corp de armată și armată în campaniile anilor 1916, 1917, și 1918, remarcându-se prin modul cum a condus acțiunile Comandantul Corpului II Armată, pe timpul Bătăliei de la Mărăști.
A fost decorat cu Ordinul „Mihai Viteazul”, clasa III, pentru modul cum a condus Corpul II Armată în Bătălia de la Mărăști, din vara anului 1917.
„Pentru destoinicia cu care a condus operațiile Corpului său de Armată în luna iulie 1917.”
Înalt Decret no. 715 din 18 iulie 1917:p. 89

## Carieră politică
A demisionat din armată, în anul 1919 și intrat în politică. A devenit membru al Partidului Național Liberal. Între 27 septembrie 1919 și 28 noiembrie 1919 a fost președintele Consiliului de Miniștri. În timpul mandatului său au avut loc primele alegeri universale din cadrul României Mari. În anul 1940 și-a încheiat cariera sa politică.
La 83 de ani a fost arestat de autoritățile comuniste și închis timp de șapte ani în Sighet. A fost eliberat la vârsta de 91 de ani. Un an mai târziu, în anul 1956 a decedat. A fost îngropat la Cimitirul Bellu, de unde osemintele au fost transferate, mai târziu, în Mausoleul de la Mărăști.

## Decorații
- Ordinul „Coroana României”, în grad de ofițer (1910)
- Medalia „Avântul Țării”, (1914)[1]:p. 436
- Ordinul „Mihai Viteazul”, clasa III, 30 februarie 1917[8]:p. 52
- Ordinul „Steaua României”, în grad de ofițer
- Ordinul Regina Maria 1917